# Soul Asylum
Soul Asylum (транскр.  Соул асајлум) америчка је рок музичка група настала у Минеаполису 1981. године. Најпознатија је по песми Runaway Train која је била добитник Гремија за најбољу рок песму.
Бенд се на почетку оснивања звао Loud Fast Rules (транскр.  Лауд фаст рулс) коју су чинили Дејв Пирнер, Ден Марфи, Карл Мјулер и Пет Морли. Име су у Soul Asylum променили 1983. године.

## Чланови бенда
Тренутни чланови
- Дејв Пирнер — бубњеви (1981—1983); главни вокал, ритам гитара (1983—данас)
- Рајан Смит — гитара, пратећи вокали (2016—данас)
- Винстон Рој — бас (2012—данас)
- Мајкл Бланд — бубњеви (2005—данас)

## Дискографија
- Say What You Will, Clarence... Karl Sold the Truck (1984)
- Made to Be Broken (1986)
- While You Were Out (1986)
- Hang Time (1988)
- And the Horse They Rode In On (1990)
- Grave Dancers Union (1992)
- Let Your Dim Light Shine (1995)
- Candy from a Stranger (1998)
- The Silver Lining (2006)[1]
- Delayed Reaction (2012)
- Change of Fortune (2016)